# Juan Martín Lucero
Juan Martín Lucero (né le 10 octobre 1991 à Junín en Argentine) est un joueur de football argentin qui évolue au poste d'attaquant et de milieu de terrain.

## Biographie
Il inscrit 24 buts en deuxième division argentine lors de la saison 2013-2014, ce qui fait de lui le meilleur buteur du championnat.
Il marque par la suite 16 buts dans le championnat de Malaisie lors de l'année 2016. Il atteint lors de cette même année les demi-finales de la Coupe de l'AFC avec le Johor Darul Ta'zim.

## Palmarès
| Instituto - Championnat d'Argentine D2 : - Meilleur buteur : 2013-14 (24 buts).                                   |  | Johor Darul Ta'zim \| - Championnat de Malaisie (1) : - Champion : 2016. - Coupe de la Fédération de Malaisie (3) : - Vainqueur : 2016. \| \| - Supercoupe de Malaisie (3) : - Vainqueur : 2016. \| |
| - Championnat de Malaisie (1) : - Champion : 2016. - Coupe de la Fédération de Malaisie (3) : - Vainqueur : 2016. |  | - Supercoupe de Malaisie (3) : - Vainqueur : 2016. |